# Plan de Ayala (Durango)
Plan de Ayala es una localidad del estado mexicano de Durango. Es parte del municipio de Durango.

## Demografía
| Gráfica de evolución demográfica |
|                                  |

| Censo | Población |
| ----- | --------- |
| 1921  | 81        |
| 1930  | 109       |
| 1940  | 303       |
| 1950  | 332       |
| 1960  | 293       |
| 1970  | 482       |
| 1980  | 541       |
| 1990  | 669       |
| 2000  | 723       |
| 2010  | 899       |
| 2020  | 1 130     |